# Владимиров Петро Володимирович
Петро Володимирович Владимиров (1854, Казань –1902) — російський історик літератури.
Після закінчення історико-філологічного факультету Казанського університету (1878) зі ступенем кандидата, був залишений професорським стипендіатом (1878–1880), викладав в Єкатеринбурзькому реальному училищі. Захистив магістерську дисертацію в Казанському університеті — «Великое Зерцало» (1885), в Санкт-Петербурзькому університеті докторську — «Доктор Франциск Скорина» (1886). З 1888 - професор кафедри російської мови та словесності в Київському університеті.
Вивчав давньоруські рукописи та стародруки в московських, санкт-петербурзьких та київських книгосховищах. Основні праці: «Очерки из истории общественного движения на севере России во второй половине XVII века» (1879), «К исследованию о Великом Зерцале» (1885), «Обзор южнорусских и западнорусских памятников письменности от XI до XVII ст.» (1890), «Начало славянского и русского книгопечатания в XV–XVI веках» (1894), «Слово о полку Игореве» (1894) та ін.

## Видання
- Владимиров П. Южнорусское житие св.Владимира 17 в. [Архівовано 25 лютого 2014 у Wayback Machine.] – КС, приложение, 1889 г., № 2, с. 11 – 20.
- Владимиров П.В. Доктор Франциск Скорина: его переводы, печатные издания и язык. [Архівовано 25 лютого 2014 у Wayback Machine.] – Спб.: 1888 г. – 24, 351 с., 11 л.илл. – Труды Общества любителей древней письменности, т. 90.
- Владимиров П.В. Житие св.Алексея человека божия в западнорусском переводе к.15 в. [Архівовано 25 лютого 2014 у Wayback Machine.] – ЖМНП, 1887 г., № 10, с. 250 – 267.
- Владимиров П.В. Обзор южнорусских и западнорусских памятников письменности от 11 до 17 вв. [Архівовано 25 лютого 2014 у Wayback Machine.] – ЧИОНЛ, 1890 г., т. 4, отд. 2, с. 101 – 142.
- Владимиров П.В. Палеографический обзор южнорусских и западнорусских памятников письменности от 11 до 17 в. [Архівовано 25 лютого 2014 у Wayback Machine.] – К.: 1890 г.